# جان فيليب كراسو
جان فيليب كراسو (بالفرنسية: Jean-Philippe Krasso)‏ هو لاعب كرة قدم إيفواري ولد بتاريخ 17 يوليو 1997 في شتوتغارت.

## مسيرته المهنية
يلعب حاليا مع ريد ستار بلغراد الصربي ولعب سابقا في نادي لومان وأجاكسيو وسانت إتيان، ومع منتخب ساحل العاج.

### أهدافه الدولية
| # | التاريخ        | المكان                               | الخصم       | الهدف | النتيجة | المسابقة                        |
| - | -------------- | ------------------------------------ | ----------- | ----- | ------- | ------------------------------- |
| 1 | 16 نوفمبر 2022 | ملعب مراكش، مراكش، المغرب            | بوروندي     | 1–0   | 4–0     | ودية                            |
| 2 | 24 مارس 2023   | ملعب بواكي، بواكي، ساحل العاجل       | جزر القمر   | 3–1   | 3–1     | تصفيات كأس الأمم الإفريقية 2023 |
| 3 | 17 نوفمبر 2023 | الملعب الوطني، أبيدجان، ساحل العاج   | سيشل        | 7–0   | 9–0     | تصفيات كأس العالم 2026          |
| 4 | 13 يناير 2024  | الملعب الوطني، أبيدجان، ساحل العاج   | غينيا بيساو | 2–0   | 2–0     | كأس الأمم الإفريقية 2023        |
| 5 | 6 سبتمبر 2024  | ملعب بواكي، بواكي، ساحل العاجل       | زامبيا      | 1–0   | 2–0     | تصفيات كأس الأمم الإفريقية 2025 |
| 6 | 6 سبتمبر 2024  | ملعب بواكي، بواكي، ساحل العاجل       | زامبيا      | 2–0   | 2–0     | تصفيات كأس الأمم الإفريقية 2025 |
| 7 | 10 سبتمبر 2024 | ملعب أحمدو أهيدجو، ياوندي، الكاميرون | تشاد        | 1–0   | 2–0     | تصفيات كأس الأمم الإفريقية 2025 |

## وصلات خارجية
جان فيليب كراسو على موقع الاتحاد الأوربي (الإنجليزية)
- جان فيليب كراسو على موقع قاعدة بيانات كرة القدم.إي يو (الإنجليزية)
- جان فيليب كراسو على موقع بيانات كرة القدم. دي إي (الألمانية)
- جان فيليب كراسو على موقع ليكيب (الفرنسية)
- جان فيليب كراسو على موقع ناشيونال فوتبول تيمز (الإنجليزية)
- جان فيليب كراسو على موقع Soccerbase.com (لاعب) (الإنجليزية)
- جان فيليب كراسو على موقع Soccerway.com (الإنجليزية)
- جان فيليب كراسو على موقع عالم كرة القدم.نت (الإنجليزية)
- جان فيليب كراسو على موقع AS.com (الإسبانية)